# Wayne Knight
Wayne Elliot Knight (Nueva York, 7 de agosto de 1955) es un actor, comediante y actor de voz estadounidense, más conocido por su papel de Newman, en la sitcom Seinfeld y como el Oficial Don Orville en 3rd Rock from the Sun (1996-2001). Sus otros papeles destacados incluyen el de Dennis Nedry, en Jurassic Park, Stan Podolak en Space Jam, Al McWhiggin en Toy Story 2, y como Tantor en Tarzán. También tiene breves papeles en películas
como  Dirty Dancing (1987), Nacido el 4 de julio (1989), JFK (1991), Basic Instinct (1992), Todo por un sueño (1995) y Hail, Caesar! (2016).

## Primeros años
Knight nació en la ciudad de Nueva York, hijo de Grace (nacida Monti) y William Edward "Bill" Knight, un supervisor de una fábrica textil. Es de origen británico e italiano. La familia se mudó a Cartersville, Georgia, donde el padre comenzó a trabajar en la industria textil. Knight asistió a las escuelas locales y fue Liniero en el equipo de fútbol de su escuela secundaria. También fue estudiante en la Universidad de Georgia.

## Carrera
Knight ha desempeñado papeles prominentes en el cine, como en JFK (1991), dirigida por Oliver Stone, y en Basic Instinct (1992), donde participó en una escena bastante notable. Fue en Basic Instinct, donde el director Steven Spielberg lo vio en la escena y lo contrató para la película Jurassic Park. Knight fue elegido como el torpe programador de InGen y espía para Biosyn, Dennis Nedry. También apareció en Dead Again, Todo por un sueño, Space Jam y Dirty Dancing.
A mediados y finales de los años 90, Knight también tuvo papeles secundarios pero importantes en dos series de televisión de la cadena NBC. Fue el cartero Newman en Seinfeld, y desempeñó al Oficial Don Orville, el interés amoroso de Sally en 3rd Rock from the Sun. Él había aparecido anteriormente en Against the Grain, con el entonces desconocido Ben Affleck. Asimismo actuó como personaje regular en dos series de comedia, en The Edge para Fox y Assaulted Nuts para Cinemax y Canal 4.
También ha hecho un considerable trabajo como actor de voz: el Sr. Blik en la serie de Nickelodeon, Catscratch, el emperador malvado Zurg y Al McWhiggin, en Toy Story 2 y Tantor en Tarzán, entre otros.

## Vida personal
Durante el rodaje de un episodio de Seinfeld, Knight sintió lo que él creía eran dolores por angina de pecho y buscó la ayuda de un cardiólogo. Este le dijo que estaba mórbidamente obeso, tenía la presión arterial alta y estaba cerca de la diabetes. Knight siguió una dieta, hizo ejercicio hasta que perdió finalmente 117 libras (53 kg). En la actualidad, mantiene cerca de 75-80 libras (35 kg) de esa pérdida.

## Filmografía

### Películas
| Año  | Título                                               | Personaje                   | Notas        |
| ---- | ---------------------------------------------------- | --------------------------- | ------------ |
| 1979 | The Wanderers                                        | Waiter                      | Sin creditar |
| 1987 | Dirty Dancing                                        | Stan                        |              |
| 1988 | Everybody's All-American                             | Fraternity Pisser           |              |
| 1989 | Born on the Fourth of July                           | Oficial #2                  |              |
| 1991 | V.I. Warshawski                                      | Earl 'Bonehead' Smeissen    |              |
| 1991 | Morir todavía                                        | 'Piccolo' Pete Dugan        |              |
| 1991 | JFK                                                  | Numa Bertel                 |              |
| 1992 | Basic Instinct                                       | John Correli                |              |
| 1993 | Jurassic Park                                        | Dennis Nedry                |              |
| 1995 | Heat                                                 | Hombre en restaurante       |              |
| 1996 | Chameleon                                            | Stuart Langston             |              |
| 1996 | Space Jam                                            | Stan Podolak                |              |
| 1997 | Hércules                                             | Demetrius the Merchant      | Voz          |
| 1997 | For Richer or Poorer                                 | Bob Lachmen                 |              |
| 1998 | The Brave Little Toaster Goes to Mars                | Microwave                   | Voz          |
| 1998 | Soundman                                             | Tim                         | Voz          |
| 1999 | Hercules: Zero to Hero                               | Orthus                      | Voz          |
| 1999 | Mi marciano favorito                                 | Zoot                        | Voz          |
| 1999 | Pros & Cons                                          | Wayne                       |              |
| 1999 | Tarzán                                               | Tantor                      | Voz          |
| 1999 | Toy Story 2                                          | Al McWhiggin                | voz          |
| 2000 | Buzz Lightyear of Star Command: The Adventure Begins | Zurg                        | Voz          |
| 2001 | Rat Race                                             | Zach Mallozzi               |              |
| 2003 | Cheaper by the Dozen                                 | Pete                        | Cameo        |
| 2004 | Black Cloud                                          | Mr. Tipping                 |              |
| 2006 | Everyone's Hero                                      | Uncredited                  |              |
| 2007 | Forfeit                                              | Bob                         |              |
| 2007 | Throwing Stars                                       |                             |              |
| 2008 | Kung Fu Panda                                        | Gang                        | Voz          |
| 2008 | Scooby-Doo and the Goblin King                       | Amazing Krudsky             | Voz          |
| 2008 | Punisher: War Zone                                   | Microchip                   |              |
| 2012 | She Wants Me                                         | Walter Baum                 |              |
| 2012 | Disculpame por vivir                                 | Albert                      |              |
| 2016 | Hail, Caesar!                                        |                             |              |
| 2016 | Kung Fu Panda 3                                      | Big Fun / Hom-Lee           | Voz          |
| 2018 | Blindspotting                                        | Patrick                     |              |
| 2025 | South Park: Rise Of Scott                            | Trent Boyett / Titan Trentt | Voz          |
| 2025 | Five nights at Freddy’s 2                            | Profesor de Abby            |              |

### Televisión
| Año       | Título                                  | Papel                 | Notas                                                                                |
| --------- | --------------------------------------- | --------------------- | ------------------------------------------------------------------------------------ |
| 1982      | For Lovers Only                         | Fanático              | Película para la televisión                                                          |
| 1983      | The Day After                           | Hombre en el hospital | Película para la televisión                                                          |
| 1984      | The Burning Bed                         | Juror                 | Película para la televisión Sin creditar                                             |
| 1985      | Assaulted Nuts                          | Various               | Papel principal 7 episodios                                                          |
| 1988      | Tattingers                              | Kenny Axelrod         | 2 episodios                                                                          |
| 1990      | Mathnet                                 | Peter Pickwick        | 1 episodio                                                                           |
| 1990      | Square One TV                           | Peter Pickwick        | 3 episodios                                                                          |
| 1992-1998 | Seinfeld                                | Newman                | Papel recurrente 48 episodios Nominado—Q Award por mejor personaje recurrente (1998) |
| 1992      | Double Edge                             | Tommy White           | Película para la televisión                                                          |
| 1992-1993 | The Edge (serie)                        | Varios personajes     | Papel principal 18 episodios                                                         |
| 1992      | T Bone N Weasel                         | Roy Kramp             | Película para la televisión                                                          |
| 1993      | Fallen Angels                           | Leo Cunningham        | 1 episodio                                                                           |
| 1993      | Against the Grain                       | Froggy Wilson         | 1 episodio                                                                           |
| 1993-1994 | The Second Half                         | Robert Piccolo        | 15 episodios                                                                         |
| 1994      | Golden Gate                             | Arthur                | Película para la televisión                                                          |
| 1996-2001 | 3rd Rock from the Sun                   | Don Orville           | 100 Episodios Nominado—Screen Actors Guild Awards (1998, 1999)                       |
| 1997      | Contempt of Court                       | Merill Bushman        | TV Movie                                                                             |
| 1998      | Hércules                                | Cyclops               | Voz, 1 episodio                                                                      |
| 1998      | Toonsylvania                            | Igor                  | 19 episodios                                                                         |
| 2000      | Dilbert                                 | Guaedia de seguridad  | 1 episodio                                                                           |
| 2000      | Buzz Lightyear of Star Command          | Zurg                  | Voz 12 episodios                                                                     |
| 2001      | That '70s Show                          | Eric's Guardian Angel | 1 episodio                                                                           |
| 2001      | Bleacher Bums                           | Zig                   |                                                                                      |
| 2002      | Becker                                  | Wally                 | 1 episodio                                                                           |
| 2002      | Master Spy: The Robert Hanssen Story    | Walter Ballou         | Película para la televisión                                                          |
| 2003      | The Twilight Zone                       | Nick Dark             | 1 episodio                                                                           |
| 2003-2006 | Xiaolin Showdown                        | Dojo                  | Voz 52 episodios                                                                     |
| 2003      | Gary the Rat                            | Rival de Gary         | 1 episodio                                                                           |
| 2003      | Las Sombrías Aventuras de Billy & Mandy | Jack O'Lantern        | 1 episodio                                                                           |
| 2004      | I'm with Her                            | Kevin                 | 1 episodio                                                                           |
| 2004      | The Drew Carey Show                     | Owen                  | 1 episodio                                                                           |
| 2004      | Listen Up!                              | Buddy                 | 1 episodio                                                                           |
| 2005-2007 | Catscratch                              | Mr. Blik              | 20 episodios                                                                         |
| 2005      | Justice League Unlimited                | Abnegazar             | 1 episodio                                                                           |
| 2006      | CSI: NY                                 | Truman Bosch          | 1 episodio                                                                           |
| 2007      | Tak and the Power of Juju               | Bug Juju              | 1 episodio                                                                           |
| 2009-2012 | The Penguins of Madagascar              | Max                   | 3 episodios                                                                          |
| 2009      | Woke Up Dead                            | Andrew Batten         | 10 episodios                                                                         |
| 2009      | CSI: Crime Scene Investigation          | Mr. Terrence Lombard  | 1 episodio                                                                           |
| 2009      | Nip/Tuck                                | Don Hoberman          | 1 episodio                                                                           |
| 2009-2011 | The Super Hero Squad Show               | Egghead               | 3 episodios                                                                          |
| 2009      | Curb Your Enthusiasm                    | Él mismo              | 1 episodio                                                                           |
| 2010-2011 | Hot in Cleveland                        | Rick                  | 5 episodios                                                                          |
| 2010      | The Good Guys                           | Perry Black           | 1 episodio                                                                           |
| 2010      | Bones                                   | Jimmy Walpert III     | 1 episodio                                                                           |
| 2011      | Torchwood                               | Brian Friedkin        | 3 episodios                                                                          |
| 2011      | Kung Fu Panda: Legends of Awesomeness   | Jong                  | 1 episodio                                                                           |
| 2011–2015 | The Exes                                | Haskell Lutz          | Papel principal 22 episodios                                                         |
| 2012      | Green Lantern: The Animated Series      | Capitán Goray         | 1 episodio                                                                           |
| 2012      | Pound Puppies                           | Ralphie               | 1 episodio                                                                           |
| 2013      | Regular Show                            | Guardian              | 2 episodios                                                                          |
| 2017      | Narcos                                  | Alan Stark            | 2 episodios                                                                          |